# Michał Oleksiejczuk
Michał Oleksiejczuk (født 22. februar 1995 i Łęczna i Polen) er en polsk MMA-udøver . Han har været professionel kæmper siden 2014 og var den tidligere Thunderstrike Fight League Light heavyweightmester i Polen. Han konkurrerer i øjeblikket i light heavyweight-divisionen i Ultimate Fighting Championship (UFC).

## MMA-karriere

### Tidlig karriere
Oleksiejczu startede sin MMA-karriere i 2014. Han kæmpede primært i Polen, hvor han opbyggede en rekordliste på 12-2, før han blev underskrevet af UFC i 2017. 

### Ultimate Fighting Championship
Oleksiejczuk's UFC-debut var den 30. december 2017, mod Khalil Rountree Jr. hvor han erstattede den sårede Gökhan Saki på UFC 219.  Efter kampen blev det imidlertid afsløret, at Oleksiejczuk havde testet positivt for clomiphen, et anti-østrogen stof. Som et resultat af dette ændrede Nevada Athletic Commission (NAC) officielt resultatet af kampen til en no-contest, og Oleksiejczuk fik et års suspension af USADA . 
Oleksiejczuk vendte tilbage til oktagon et år senere for at møde Gian Villante den 23. februar 2019 på UFC Fight Night: Błachowicz vs. Santos.  Han vandt kampen via TKO via et kropsslag tidligt i første omgang.  Denne sejr gav ham Performance of the Night- prisen. 
Oleksiejczuk mødte Gadzhimurad Antigulov den 20. april, 2019 og erstattede Roman Dolidze på UFC Fight Night: Overeem vs. Oleinik .  Oleksiejczuk vandt kampen via knockout i den første omgang. 
Oleksiejczuk mødte Ovince Saint Preu den 28. september 2019 på UFC på ESPN + 18 i København.  Han tabte kampen via Von Flue choke submission i anden omgang. 

## Mesterskaber og præstationer

### Blandet kampsport
- Ultimate Fighting Championship
- Performance of the Night (1 gang) vs. Gian Villante [6]

- Thunderstrike Fight League
  - Thunderstrike Fight League Let tungvægt Champion (tre gange) vs. Lukasz Borowski, Lukasz Klinger and Charles Andrade vs. Lukasz Borowski, Lukasz Klinger and Charles Andrade [11] [12] [13]